# کارلو پاوزی
کارلو پاوزی (به ایتالیایی: Carlo Pavesi) ورزشکار مرد رشتهٔ شمشیربازی اهل کشور ایتالیا است. وی در بین سال‌های ‎۱۹۵۲ تا ۱۹۶۰ میلادی در مسابقات بازی‌های المپیک تابستانی در مجموع ۴ مدال طلا را کسب کرد.